# Талос (Marvel Comics)
Талос (англ. Talos) — командир Скруллів, який очолив вторгнення на Землю в 1990-их роках, таємно працюючи в організації Щ.И.Т..

## Біографія

### Раннє життя
Талос народився без спільної здатності Скруллів до зміни зовнішності, однак він легко компенсував це, ставши одним з найстрашніших і шановних воїнів Скруллів в межах Імперії, ця репутація дала Талосу прізвисько Талос Невтрачений (англ. Talos the Untamed).
На жаль для Талоса, його репутація, як Невтраченого була втрачена внаслідок його захоплення Кріі під час війни Кріі-Скрулів і його небажання здійснювати ритуальне самогубство, щоб зберегти свою честь, в особі захоплення ворога. Тепер Талос відомий у всьому Імперії Скруллів як сором і ганьба Скруллів, після цього він був названий Імперією, як Талос Приручений (англ. Talos the Tamed).

### Галк
Неможливий чоловік запросив себе та інших чужинців до весілля Ріка Джонса та Марло Чандлера в Лас-Вегасі. Талос був одним з багатьох позаземних гостей. Однак Кріі, який побачив Талоса познущався з нього. Талос пішов назустріч антагоністу Кріі, але Срібний серфер сказав їм сісти. Талос, засмучений, кинувся з даху готелю після весілля. Галк подумав, що він намагається здійснити самогубство, проте Талос напав на Галка. Талос вважав, що Галк буде достатньо достойним воїном, щоб стати інструментом його загибелі, нарешті, давши йому почесну смерть. Проте, Галк зрозумів, що робить Скрулл, він намагався відступити. Талос знову атакував, намагаючись висміяти Галка в боротьбі. Спокушений дати Скруллу те, що він хотів, але і не розчарувати наречену, Галк попросив Скрулла залишити його на самоті. Це переконало його, що Галк є боягузливим і недостойним його уваги, Талос телепортував себе назад до свого орбітального космічного корабля, де виявив, що скрулли були вражені його сміливістю.

### Таємне вторгнення
Талос вважався непридатним для Таємного вторгнення на Землю через відсутність здатності змінювати зовнішність, канцлер Кальду ніколи не втрачав надії, що Талос зрештою приєднається до них на Землі.

### Анігіляція
Талос відправився на планету Ґодтаб Омега, де в містечку Абіс він боровся з Девос Девастером. Девосу вдалося перемогти Талоса, але його звалила з ніг Ґамора. Талос і Девос були ув'язнені в одній камері Ґлоріаном, одним із відповідальних за залучення їх на планету. Талос розмовляв з Девосом, вважаючи, що Ґлоріан колись був учнем Шейпера Світу. Коли планета була захоплена хвилею анігіляції, Ґлоріан відволікся, і звільнив Девоса і Талоса. Ронан Обвинувач наказав двом з них вийти за межі планети разом з іншими, щоб вижили. Хоча він і ненавидів Кріі, він вирішив послухати його, щоб врятувати своє життя.
Талос приєднався до опору Об'єднаного фронту, який був організований Новою, і допоміг захистити Дедала 5 проти хвилі знищення.

### Рясна рукавичка
Талос маскувався як людина на ім'я Джонатан Річардс, використовуючи макіяж і підроблену бороду, і найняв Говард Дака, щоб отримати намисто, викрадене Чорною кішкою. За допомогою Тарі Там, нового союзника, Говарду вдалося знайти намисто. Після знайдення намиста в третій раз, Говард підійшов до Талос під виглядом Річардса в середині його боротьби з Рінґмастером, і Річардс показав свою справжню зовнішність.
Було виявлено, що в намисті містилося одне з рядових дорогоцінних каменів, які Талос хотів використати, щоб поневолити Землю і відновити свою честь в очах імперії Скруллів. Талос знайшов остаточний дорогоцінний камінь у колишньому місці причалу, і розв'язав споруди, відомі як «рясні воїни», щоб зруйнувати хаос у місті. Тара Там, яка, як з'ясувалося, володіє силами, що змінюють форму, схожа на Скруллів, поставила себе за імператора Клріта і відволікала Талоса досить довго, щоб Гауард вкрав рукавичку з його руки. Згодом його затримала Фантастична четвірка

## Сили і здібності

### Сили
Генетичний дефект: Талос народився з генетично-дефектним, що позбавляє його спільної здатності Скруллів до зміни зовнішності. 
- Надлюдська сила: генетична дегенерація Талоса надала йому надлюдську силу. Він має достатню силу для підйому в діапазоні 25-75 тонн.
- Надлюдська довговічність: Одночасно зі своєю силою його тіло більш ніж в інших Скруллів, що дозволяє битися з Галком короткий час.
- Кібернетичне око: Після втрати в бою ока, Талос замінив ліве око на його кібернетичну версію.

### Здібності
Військова підготовка: Талос є навченим солдатом.
- Авіація: Талос навчався у використанні просунутих військових-кораблів.
- Незброєна боротьба: Талос навчався в беззбройному бою, він також досить досвідчений.
- Помірна грамотність: Талос навчався у застосуванні рядового енергетичного озброєння військових.

## Поза коміксами

### Фільми
Талос з'явиться в фільмі Капітан Марвел, в якості головного антагоніста. Зіграв Талоса — Бен Мендельсон.